# Chaetocnema floridana
Chaetocnema floridana är en skalbaggsart som beskrevs av Willis Blatchley 1923. Chaetocnema floridana ingår i släktet Chaetocnema och familjen bladbaggar. Inga underarter finns listade i Catalogue of Life.